# Liooon
Li Xiaomeng (en chinois 李晓萌, née le 12 mai 1996), mieux connue sous son pseudonyme de Liooon, est une joueuse professionnelle chinoise et championne du monde de Hearthstone.  

## Parcours
Le 2 novembre 2019, représentant la Chine dans les finales mondiales de Hearthstone, elle a battu Bloodyface (Brian Eason, représentant les États-Unis) pour devenir la championne mondiale de Hearthstone, remportant un prix de 200 000 $ (USD). Elle a été la première femme à remporter un championnat mondial BlizzCon, et la première championne mondiale de Hearthstone en Chine continentale depuis le début des tournois en 2014. 
Dans une interview après avoir remporté le championnat, elle a partagé une histoire selon laquelle il y a plus de deux ans, lors son premier tournoi de Hearthstone en tant que remplaçante, dans la file d'attente, elle a été ridiculisée par un joueur masculin, qui a déclaré : « Si vous êtes une fille, vous ne devriez pas faire la queue ici. Ce n'est pas pour vous. » Elle a ensuite prononcé un discours d'encouragement pour les femmes de l'Esport : « Je veux dire à toutes les filles qui rêvent de compétition Esports, pour la consécration, si vous voulez le faire et que vous croyez en vous, vous devriez oublier simplement votre sexe et allez-y. » 
Son nom Battle.net, VKLiooon, est composé du nom de son équipe, VK, et d'une faute d'orthographe délibérée de Lion, bien que son propre nom chinois soit 萌, ce qui signifie mignon en chinois mandarin moderne, influencé par la culture de la bande dessinée japonaise. 